# Carretera Federal 16
La Carretera Federal 16, es una carretera Mexicana que recorre los estados de Sonora y Chihuahua, inicia en Hermosillo y termina en la ciudad fronteriza de Ojinaga, tiene una longitud de 918 km.
Las carreteras federales de México se designan con números impares para rutas norte-sur y con números pares para las rutas este-oeste. Las designaciones numéricas ascienden hacia el Sur de México para las rutas norte-sur y ascienden hacia el Este para las rutas este-oeste. Por lo tanto, la carretera federal 16, debido a que su trayectoria es este-oeste, tiene la designación de número par, y por estar ubicada en el Noroeste de México le corresponde la designación N.º 16.

## Sonora
- Hermosillo - Carretera Federal 15
- La Colorada
- San José de Pimas
- Tecoripa
- Tepoca
- Yécora
- Maycoba

## Chihuahua
- Yepachic
- Cahuisori
- Basaseachi
- Tomochi
- La junta
- Pedernales
- Ciudad Cuauhtémoc
- Santa Isabel
- Chihuahua
- Juan Aldama
- Coyame Del Sotol
- Ojinaga